# Persone di nome Judith
| Questa pagina contiene informazioni ricavate automaticamente dalle voci biografiche con l'ausilio del template Bio e di un bot. L'aggiornamento è periodico e automatico e ricostruisce completamente la pagina. Se manca una persona in questa lista, sei pregato di non aggiungerla, ma accertati piuttosto che la sua voce biografica contenga il template Bio e che i dati anagrafici siano correttamente compilati. Se il template Bio manca, inseriscilo tu stesso o, in alternativa, metti l'avviso {{tmp\|Bio}} che ne segnala la mancanza. Se i dati riportati sono sbagliati, correggi direttamente la voce biografica; le modifiche saranno visibili in questa lista entro pochi giorni. Per chiarimenti vedi il progetto antroponimi. La lista contiene solo le 116 persone che sono citate nell'enciclopedia e per le quali è stato implementato correttamente il template Bio. Pagina aggiornata al 22 lug 2025. |

Questa è una lista di persone presenti nell'enciclopedia che hanno il nome Judith, suddivise per attività principale.

## Arpiste(1)
- Judith Liber, arpista statunitense (Alliance, n. 1940 - Tel Aviv, † 2020)

## Astronaute(1)
- Judith Resnik, astronauta statunitense (Akron, n. 1949 - Cape Canaveral, † 1986)

## Astronome(1)
- Judith Pipher, astronoma e fisica statunitense (Toronto, n. 1940 - Seneca Falls, † 2022)

## Attiviste(1)
- Judy Heumann, attivista statunitense (Filadelfia, n. 1947 - Washington, † 2023)

## Attrici(27)
- Judith Allen, attrice statunitense (New York, n. 1911 - Yucca Valley, † 1996)
- Judith Anderson, attrice australiana (Adelaide, n. 1897 - Santa Barbara, † 1992)
- Judith Arlen, attrice e cantante statunitense (Los Angeles, n. 1914 - Santa Barbara, † 1968)
- Judith Baldwin, attrice statunitense (Washington, n. 1946)
- Judith Barrett, attrice statunitense (Venus, n. 1909 - Palm Desert, † 2000)
- Judith Barsi, attrice statunitense (Los Angeles, n. 1978 - Los Angeles, † 1988)
- Judith Borne, attrice statunitense
- Judi Bowker, attrice britannica (Shawford, n. 1954)
- Judith Chapman, attrice statunitense (Greenville, n. 1951)
- Judith Chemla, attrice francese (Gentilly, n. 1983)
- Judi Dench, attrice britannica (York, n. 1934)
- Judith Evelyn, attrice statunitense (Seneca, n. 1909 - New York, † 1967)
- Judy Geeson, attrice britannica (Arundel, n. 1948)
- Judith Godrèche, attrice e scrittrice francese (Parigi, n. 1972)
- Judith Henry, attrice francese (Parigi, n. 1968)
- Judith Hoag, attrice statunitense (Newburyport, n. 1963)
- Judy Holliday, attrice statunitense (New York, n. 1921 - New York, † 1965)
- Judith Ivey, attrice, cantante e regista statunitense (El Paso, n. 1951)
- Judith Kahan, attrice e sceneggiatrice statunitense (Roslyn Heights, n. 1948)
- Judith Light, attrice e attivista statunitense (Trenton, n. 1949)
- Judith O'Dea, attrice statunitense (Pittsburgh, n. 1945)
- Judith Ridley, attrice statunitense (Pittsburgh, n. 1948)
- Judith Roberts, attrice statunitense (New York, n. 1934)
- Judith Scott, attrice statunitense (Fort Bragg, n. 1965)
- Judith Shekoni, attrice britannica (Manchester, n. 1982)
- Judith Vittet, attrice e artista francese (Parigi, n. 1984)
- Judith Wood, attrice statunitense (New York City, n. 1906 - Los Angeles, † 2002)

## Canottiere(1)
- Judith Zeidler, ex canottiera tedesca (n. 1968)

## Cantanti(7)
- Judith Durham, cantante australiana (Melbourne, n. 1943 - Melbourne, † 2022)
- Judy Dyble, cantante britannica (Londra, n. 1949 - † 2020)
- Judith Hill, cantante, musicista e compositrice statunitense (Los Angeles, n. 1984)
- Judy Mowatt, cantante giamaicana (n. 1952)
- Trijntje Oosterhuis, cantante olandese (Amsterdam, n. 1973)
- La Tigresa del Oriente, cantante peruviana (Iquitos, n. 1945)
- Judy Weiss, cantante tedesca (Berlino, n. 1972)

## Cantautrici(4)
- Judy Collins, cantautrice e attrice statunitense (Seattle, n. 1939)
- Judy Henske, cantautrice statunitense (Chippewa Falls, n. 1936 - Los Angeles, † 2022)
- Judith Holofernes, cantautrice e chitarrista tedesca (Berlino, n. 1976)
- Judee Sill, cantautrice statunitense (Oakland, n. 1944 - North Hollywood, † 1979)

## Cestiste(4)
- Judith Águila, ex cestista cubana (L'Avana, n. 1972)
- Judith Gross, ex cestista rumena (Satu Mare, n. 1959)
- Ann Matlock, ex cestista e allenatrice di pallacanestro statunitense (n. 1938)
- Judith Quiñones, ex cestista boliviana (Catavi, n. 1953)

## Cicliste su strada(1)
- Judith Arndt, ex ciclista su strada e pistard tedesca (Königs Wusterhausen, n. 1976)

## Climatologhe(1)
- Judith Curry, climatologa statunitense (n. 1953)

## Compositrici(2)
- Judith Bingham, compositrice e mezzosoprano britannica (Nottingham, n. 1952)
- Judith Weir, compositrice inglese (Cambridge, n. 1954)

## Conduttrici televisive(1)
- Judith Chalmers, conduttrice televisiva britannica (Stockport, n. 1936)

## Costumiste(1)
- Judith Dolan, costumista statunitense (Long Beach, n. 1944)

## Danzatrici(1)
- Judith Jamison, ballerina, coreografa e direttrice artistica statunitense (Filadelfia, n. 1943 - New York, † 2024)

## Danzatrici su ghiaccio(1)
- Judy Blumberg, ex danzatrice su ghiaccio statunitense (Santa Monica, n. 1957)

## Disegnatrici(1)
- Judith Ann Lawrence, disegnatrice e scrittrice statunitense (New York, n. 1940)

## Filosofe(3)
- Judith Butler, filosofa statunitense (Cleveland, n. 1956)
- Judith Jarvis Thomson, filosofa e scrittrice statunitense (New York, n. 1929 - Cambridge, † 2020)
- Judith Nisse Shklar, filosofa e politologa lettone (Riga, n. 1928 - Cambridge, † 1992)

## Fumettisti(1)
- Judith Vanistendael, fumettista e illustratrice belga (Lovanio, n. 1974)

## Giornaliste(3)
- Judith Miller, giornalista statunitense (New York, n. 1948)
- Judith Rakers, giornalista e conduttrice televisiva tedesca (Paderborn, n. 1976)
- Judith Viorst, giornalista e scrittrice statunitense (Newark, n. 1931)

## Giuriste(1)
- Judith Stamm, giurista e politica svizzera (Sciaffusa, n. 1934 - Lucerna, † 2022)

## Maratonete(1)
- Judith Korir, maratoneta keniota (n. 1995)

## Matematiche(1)
- Judith Roitman, matematica, poetessa e insegnante statunitense (New York, n. 1945)

## Modelle(2)
- Judith Castillo, modella venezuelana (Caracas, n. 1958)
- Judith Ford, modella statunitense (Belvidere, n. 1949)

## Nuotatrici(7)
- Judith Calvo Requena, nuotatrice artistica spagnola (n. 2003)
- Judith Deutsch, nuotatrice austriaca (Vienna, n. 1918 - Herzliya, † 2004)
- Judy Grinham, ex nuotatrice britannica (Neasden, n. 1939)
- Judith McHale, nuotatrice canadese (London, n. 1942 - † 1995)
- Judith de Nijs, ex nuotatrice olandese (Hilversum, n. 1942)
- Judy Samuel, ex nuotatrice britannica (n. 1943)
- Jutta Weber, ex nuotatrice tedesca occidentale (Hamm, n. 1954)

## Orientiste(1)
- Judith Wyder, orientista svizzera (Berna, n. 1988)

## Ostacoliste(1)
- Judi Brown, ex ostacolista e politica statunitense (Milwaukee, n. 1961)

## Pallavoliste(1)
- Judith Pietersen, ex pallavolista olandese (Eibergen, n. 1989)

## Pesiste(1)
- Judy Oakes, ex pesista, powerlifter e sollevatrice britannica (Lewisham, n. 1958)

## Poetesse(1)
- Judith Wright, poetessa australiana (Armidale, n. 1915 - Canberra, † 2000)

## Politiche(5)
- Judy Biggert, politica statunitense (Chicago, n. 1937)
- Judith Collins, politica neozelandese (Hamilton, n. 1959)
- Judy Martz, politica e pattinatrice di velocità su ghiaccio statunitense (Big Timber, n. 1943 - Butte, † 2017)
- Judith McHale, politica, funzionario e diplomatica statunitense (New York, n. 1946)
- Judith Sargentini, politica olandese (Amsterdam, n. 1974)

## Predicatrici(1)
- J.Z. Knight, predicatrice statunitense (Roswell, n. 1946)

## Produttrici televisive(1)
- Judith Bunting, produttrice televisiva e politica britannica (Peterborough, n. 1960)

## Psicologhe(1)
- Judith Beck, psicologa statunitense (n. 1954)

## Rapper(1)
- Juju, rapper tedesca (Berlino, n. 1992)

## Registe teatrali(1)
- Judith Malina, regista teatrale, attrice e scrittrice statunitense (Kiel, n. 1926 - Englewood, † 2015)

## Religiose(1)
- Judith Gigault de Bellefonds, religiosa francese (Caen, n. 1611 - Parigi, † 1691)

## Schermitrici(1)
- Jutta Höhne, ex schermitrice tedesca (n. 1951)

## Sciatrici alpine(1)
- Judy Crawford, ex sciatrice alpina canadese (Toronto, n. 1951)

## Scienziate(1)
- Judith Graham Pool, scienziata statunitense (Queens, n. 1919 - Stanford, † 1975)

## Scrittrici(11)
- Judith C. Brown, scrittrice e storica statunitense (Buenos Aires, n. 1946)
- Judith Chernaik, scrittrice statunitense (New York)
- Judith Gautier, scrittrice francese (Parigi, n. 1845 - Dinard, † 1917)
- Judith Guest, scrittrice statunitense (Detroit, n. 1936)
- Judith Hermann, scrittrice tedesca (Berlino Ovest, n. 1970)
- Judith Krantz, scrittrice e giornalista statunitense (New York, n. 1928 - Los Angeles, † 2019)
- Judith Moffett, scrittrice statunitense (Louisville, n. 1942)
- Judith Rossner, scrittrice statunitense (New York, n. 1935 - New York, † 2005)
- Judith Sargent Murray, scrittrice, poetessa e drammaturga statunitense (Gloucester, n. 1751 - Natchez, † 1820)
- Judith Schalansky, scrittrice tedesca (Greifswald, n. 1980)
- Judith Thurman, scrittrice e biografa statunitense (New York, n. 1946)

## Scrittrici di fantascienza(1)
- Judith Merril, autrice di fantascienza statunitense (Boston, n. 1923 - Toronto, † 1997)

## Soprani(2)
- Judith Blegen, soprano statunitense (Lexington, n. 1943)
- Judith Raskin, soprano statunitense (New York, n. 1928 - New York, † 1984)

## Storiche della scienza(1)
- Judith Veronica Field, storica della scienza e storica dell'arte britannica (n. 1943)

## Tenniste(2)
- Judy Chaloner, ex tennista neozelandese (n. 1953)
- Judith Wiesner, ex tennista austriaca (Hallein, n. 1966)

## Teologhe(1)
- Judith Plaskow, teologa statunitense (Brooklyn, n. 1947)

## Velociste(2)
- Judy Amoore, ex velocista e mezzofondista australiana (Melbourne, n. 1940)
- Jutta Heine, ex velocista e ostacolista tedesca (Stadthagen, n. 1940)

## Senza attività specificata(2)
- Judith Love Cohen, ingegnere aerospaziale, editrice e scrittrice statunitense (New York, n. 1933 - Culver City, † 2016)
- Judith Quiney, inglese (Stratford-upon-Avon, n. 1585 - Stratford-upon-Avon, † 1662)